# 분 짜
분 짜(베트남어: bún chả)는 쌀국수 분과 숯불에 구운 돼지고기, 그리고 고수 잎, 소엽풀, 타이바질, 향유 등 허브와 숙주나물 등 채소를 느억 쩜 소스에 찍어 먹는 음식이다.

## 이름
베트남어 "분 짜(bún chả)"는 "고기 쌀국수"라는 뜻이다. "분(bún)"은 "얇은 쌀국수"를 뜻하며, "짜(chả)"는 "다지거나 얇게 썰어 구운 고기나 달걀, 또는 해산물"을 뜻한다.

## 사진 갤러리

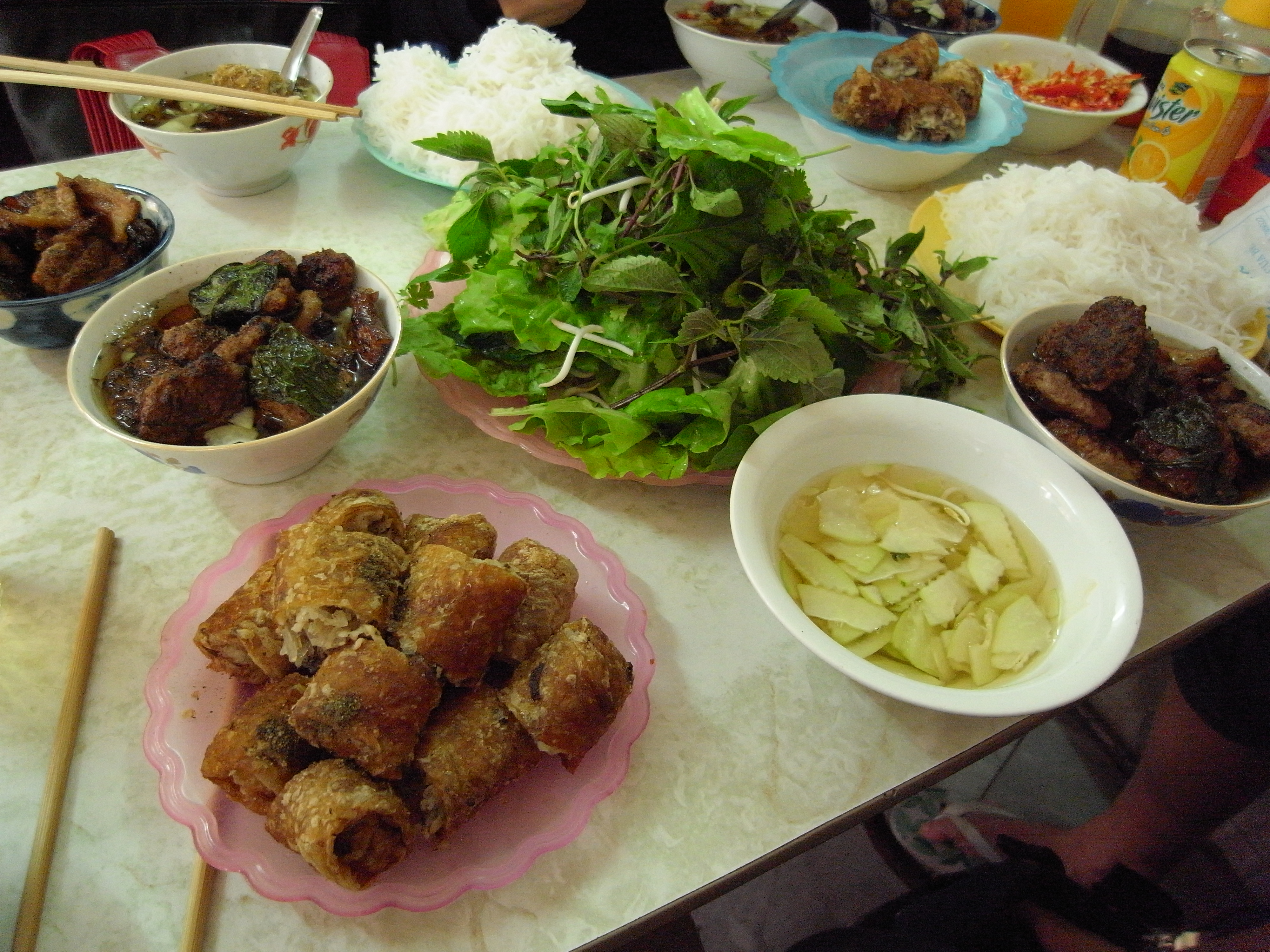
분 짜
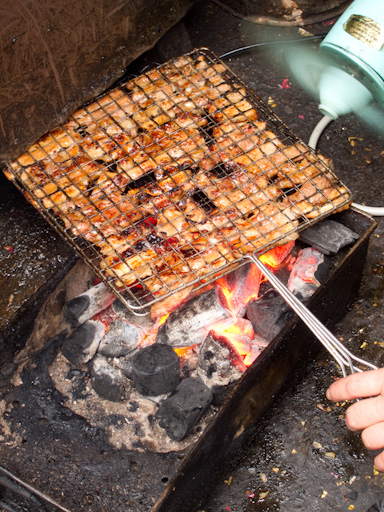
돼지고기 굽기

## 같이 보기
- 쌀국수